# Schizaster
Schizaster is een geslacht van zee-egels uit de familie Schizasteridae die fossiel bekend zijn vanaf het Eoceen. Het geslacht telt een aantal recente soorten.

## Beschrijving
Deze hartegels hebben een schaal met een verdiept en breed bloembladvormig ambulacrum (deel van het skelet, waarin de voetjes van het watervaatstelsel zijn gelegen). De poriën vormen een in het oog springende structuur op de ambulacra. Deze poriën laten de voetjes door, die zorg dragen voor de ademhaling en de voortbeweging. De normale diameter bedraagt ongeveer 2,5 cm.

## Leefwijze
Vertegenwoordigers van dit geslacht leven diep ingegraven in de modder. Voedsel wordt verkregen uit het sediment. Ze houden contact met het bodemoppervlak door middel van gespecialiseerde lange voetjes.

## Soorten
Recent
- Schizaster compactus (Koehler, 1914)
- Schizaster doederleini (Chesher, 1972)
- Schizaster edwardsi Cotteau, 1889
- Schizaster floridiensis (Kier & Grant, 1965)
- Schizaster gibberulus L. Agassiz, 1847
- Schizaster lacunosus (Linnaeus, 1758)
- Schizaster orbignyanus A. Agassiz, 1880
- Schizaster ovatus (Lindley, 2004)
- Schizaster rotundatus (Döderlein, 1906)

Uitgestorven
- Schizaster alcaldei Sánchez Roig, 1949 †
- Schizaster alsiensis Maccagno, 1947 †
- Schizaster altissimus Arnold & H.L. Clark, 1927 †
- Schizaster bathypetalus Arnold & H.L. Clark, 1927 †
- Schizaster beckeri Cooke, 1942 †
- Schizaster brachypetalus Arnold & H.L. Clark, 1927 †
- Schizaster caobaense Sánchez Roig, 1949 †
- Schizaster cojimarensis Sánchez Roig, 1949 †
- Schizaster costaricensis Durham, 1961 †
- Schizaster delorenzoi Checchia-Rispoli, 1950 †
- Schizaster dumblei Israelsky, 1924 †
- Schizaster dyscritus Arnold & H.L. Clark, 1927 †
- Schizaster eopneustes Lambert, 1933 †
- Schizaster excavatus Martin, 1937 †
- Schizaster gerthi Pijpers, 1933 †
- Schizaster gigas Sánchez Roig, 1953 †
- Schizaster granti Duncan & Sladen, 1883 †
- Schizaster guirensis Sánchez Roig, 1949 †
- Schizaster habanensis Sánchez Roig, 1949 †
- Schizaster hexagonalis Arnold & H.L. Clark, 1927 †
- Schizaster humei Lambert, 1932 †
- Schizaster jeanneti Martin, 1937 †
- Schizaster kinasaensis Morishita, 1953 †
- Schizaster leprosorum Lambert, 1933 †
- Schizaster llagunoi Lambert & Sánchez Roig, 1949 †
- Schizaster marci Castex, 1930 †
- Schizaster miyazakiensis Morishita, 1956 †
- Schizaster morlini Grant & Hertlein, 1956 †
- Schizaster moronensis Sánchez Roig, 1951 †
- Schizaster munozi Sánchez Roig, 1949 †
- Schizaster narindensis Lambert, 1933 †
- Schizaster pappi Thirring, 1936 †
- Schizaster pentagonalis Sánchez Roig, 1953 †
- Schizaster persica Clegg, 1933 †
- Schizaster portisi Serra, 1932 †
- Schizaster pratti Israelsky, 1933 †
- Schizaster salutis Sánchez Roig, 1949 †
- Schizaster sanctamariae Sánchez Roig, 1949 †
- Schizaster santanae Sánchez Roig, 1949 †
- Schizaster schlosseri Traub, 1938 †
- Schizaster vedadoensis Sánchez Roig, 1949 †